# بلدة سوبريور (ويسكونسن)
سوبريور (بالإنجليزية: Superior (town), Wisconsin)‏ هي بلدة تقع بولاية ويسكونسن في الولايات المتحدة. تبلغ مساحتها 279.1 (كم²)، وترتفع عن سطح البحر 226 م، بلغ عدد سكانها 2058 نسمة في عام 2000 حسب إحصاء مكتب تعداد الولايات المتحدة وتصل الكثافة السكانية فيها 7.5 نسمة/كم2.

## وصلات خارجية
- www.townofsuperior.net
- The US50 - Cities and Towns in Wisconsin State
- Wisconsin Cities and Towns, Facts, Map, Flag, Colleges, Government, and More